# Thomas M. Eaton
Thomas Marion Eaton (ur. 3 sierpnia 1896 w Edwardsville, zm. 16 września 1939 w Long Beach) – amerykański polityk, członek Partii Republikańskiej.

## Działalność polityczna
W okresie od 3 stycznia 1939 do 16 września 1939 był przedstawicielem 18. okręgu wyborczego w stanie Kalifornia w Izbie Reprezentantów Stanów Zjednoczonych.